# Cagánnúr járás (Hövszgöl)
Cagánnúr járás (mongol nyelven: Цагааннуур сум) Mongólia Hövszgöl tartományának egyik járása. Területe 5410 km². Népessége kb. 1300 fő.
Székhelye Gurvanszajhan (Гурвансайхан), mely 279 km-re fekszik Mörön tartományi székhelytől.